# Mantra of the Cosmos
Mantra of the Cosmos je anglická hudební superskupina, kterou tvoří bubeník Zak Starkey (lídr), kytarista Andy Bell, zpěvák Shaun Ryder a tanečník Bez. První dva dříve působili mj. ve skupině Oasis, další dva jsou členy kapely Happy Mondays. Svůj první singl vydali v červnu 2023 pod názvem „Gorilla Guerilla“. Nedlouho poté skupina vystoupila na festivalu Glastonbury, kde ji na baskytaru doprovázela Brix Smith. Již v té době skupina uvedla, že má nahrané kompletní album. V srpnu 2023 vyšel druhý singl, „X (Wot You Sayin?)“. Třetí singl – s hostujícím Noelem Gallagherem – vyšel v lednu 2025 pod názvem „Domino Bones (Gets Dangerous)“ pouze na 7" gramofonové desce. Na streamovacích platformách byl singl zveřejněn až v červnu téhož roku. Na čtvrtém singlu, který dostal název „Rip-Off“ a vyšel v červnu 2025, hostují James McCartney a Sean Lennon. Starkey je synem Ringo Starra ze skupiny The Beatles, v níž hráli i otcové hostů: Paul McCartney a John Lennon.

## Diskografie

### Singly
- „Gorilla Guerilla“ (2023)
- „X (Wot You Sayin?)“ (2023)
- „Domino Bones (Gets Dangerous)“ (2025)
- „Rip-Off“ (2025)